# Мосе Јоргенсен
Мосе Јоргенсен (Осло, 3. јануар 1921 — Осло, 30. јун 2009) била је норвешки нефикцијски писац. Посебно је остала упамћена као кооснивач и први директор реформисане средње школе у Ослу 1967. године у школи Forsøksgymnaset. Књигу Уметност преживљавања са тинејџером у кући објавила је 1969. године. Њена књига Школа коју су основали ученици из 1971. године преведена је на осам језика, између осталих и на српски.
Мосе Јоргенсен награђена је медаљом Светог Халварда 1993. године, као и Ол Брам наградом 1998.године.